# 影山雅永
影山 雅永（かげやま まさなが、1967年5月23日 - ）は、福島県出身の元サッカー選手、サッカー指導者。現役時代のポジションはディフェンダー。（JFA 公認S級コーチ）アジアサッカー連盟AFC公認プロフェッショナル・ディプロマコーチライセンス習得AFCプロ

## 来歴
福島県立磐城高校卒業後、筑波大学入学。蹴球部の同期に井原正巳や中山雅史らがいる。大学在学中はそれほどの活躍を残すことが出来ず、一時は選手続行を諦め、指導者の勉強を始める決断を下し、筑波大大学院の受験をし合格する。そこへ、日本サッカーリーグ1部の古河電工（現・ジェフユナイテッド市原・千葉）から誘いを受け、大学院を休学しながら現役を続行した。
Jリーグ開幕後もそのまま市原に在籍し開幕戦スタメン出場を果たし、レギュラーとして活躍した。1995年に浦和レッドダイヤモンズへ移籍するも出番はなく、1996年にジャパンフットボールリーグ所属のブランメル仙台（現・ベガルタ仙台）へ移籍、同年限りで現役引退。
引退後は籍を残してあった筑波大学大学院に復学。同時に日本代表スタッフとして1998 FIFAワールドカップ・アジア予選、1998 FIFAワールドカップにおいて相手国の分析（スカウティング）を担当。
大学院修了、ワールドカップ終了とともにかねてからの願望であったドイツへ留学。ケルン体育大学の学生として籍を置きながら、地元クラブ1.FCケルンのB-Jugend (U-16) のコーチとして経験を積んだ。
その後、日本サッカー協会技術副委員長を務めていた今西和男との縁で、2001年からサンフレッチェ広島F.Cトップチームコーチに就任。2003年からは小野剛の参謀として活躍、2005年にはアジアサッカー連盟管轄内でプロのコーチとして指導することができるプロフェッショナル・ディプロマコーチライセンス（日本だとJFA 公認S級コーチと同格ライセンス）を習得。
2006年から日本サッカー協会スタッフとしてアジア各国に派遣される。同年2月1日から2008年1月までサッカーマカオ代表監督。
2008年よりシンガポールU-16代表監督に就任。既にAFC U-16選手権2008 (予選)を通過していたチームをAFC U-16選手権2008本大会で指揮するが、3敗全敗（1得点14失点）であった。
2009年、ファジアーノ岡山のヘッドコーチに就任。2010年シーズンより岡山の監督に就任。2010年の年間順位は17位に引き上げると2011年にはさらにチームを13位まで引き上げ、2012年には年間８位とチームの成績を上げるのに貢献したものの2013年には12位、2014年には8位と結局チームは岡山のJ1昇格を果たせないまま2014年シーズンをもって岡山の監督を退任した
2017年、U-20日本代表監督に就任。2018年のアジア予選を突破して2019年のFIFA U-20ワールドカップ、ポーランド大会への出場権を得るのに貢献したが、アジア予選準決勝にてサウジアラビア代表に2-0で敗れた。この試合で影山は先発メンバーを9人変更ししかもこの時点で試合では初めてとなる3バックを試し、失敗を認めることになった。

## 所属クラブ
- 福島県立磐城高等学校
- 筑波大学
- 1990年 - 1994年 : 古河電気工業/ジェフユナイテッド市原（現：ジェフユナイテッド市原・千葉）
- 1995年 : 浦和レッドダイヤモンズ
- 1996年 : ブランメル仙台（現：ベガルタ仙台）

## 指導歴
- 1997年 - 1998年 : 日本代表テクニカルスタッフ
  - 1997年　イングランドサッカー協会公認プレリミナリーコーチ資格習得
- 1998年 - 2000年 : 1.FCケルンB-Jugend（U-16）コーチ
  - 2000年 : ドイツサッカー協会公認B級コーチ資格習得
- 2000年 : U-19日本代表テクニカルスタッフ
- 2001年 - 2005年 : サンフレッチェ広島F.Cトップチームコーチ
  - 2003年 : 日本サッカー協会公認A級コーチ資格習得
  - 2005年 : アジアサッカー連盟公認プロフェッショナル・ディプロマコーチライセンス習得
- 2006年2月 - 2007年 : マカオ代表監督
- 2008年 : シンガポール U-16代表監督
- 2009年 - 2014年ファジアーノ岡山
  - 2009年：ヘッドコーチ
  - 2010年 - 2014年: 監督
- 2015年 :JFA地域ユースダイレクター/ナショナルトレセンコーチ/インストラクター
- 2017年 - 2021年  :U-20日本代表監督
- 2022年 - JFAユース育成ダイレクター

## 個人成績
| 国内大会個人成績 | 国内大会個人成績 | 国内大会個人成績 | 国内大会個人成績 | 国内大会個人成績 | 国内大会個人成績 | 国内大会個人成績 | 国内大会個人成績 | 国内大会個人成績 | 国内大会個人成績 | 国内大会個人成績 | 国内大会個人成績 |
| 年度             | クラブ           | 背番号           | リーグ           | リーグ戦         | リーグ戦         | リーグ杯         | リーグ杯         | オープン杯       | オープン杯       | 期間通算         | 期間通算         |
| 年度             | クラブ           | 背番号           | リーグ           | 出場             | 得点             | 出場             | 得点             | 出場             | 得点             | 出場             | 得点             |
| 日本             | 日本             | 日本             | 日本             | リーグ戦         | リーグ戦         | JSL杯/ナビスコ杯 | JSL杯/ナビスコ杯 | 天皇杯           | 天皇杯           | 期間通算         | 期間通算         |
| ---------------- | ---------------- | ---------------- | ---------------- | ---------------- | ---------------- | ---------------- | ---------------- | ---------------- | ---------------- | ---------------- | ---------------- |
| 1990-91          | 古河             | 18               | JSL1部           | 9                | 0                | 0                | 0                | 0                | 0                | 9                | 0                |
| 1991-92          | JR古河           | 18               | JSL1部           | 21               | 2                | 0                | 0                | 3                | 0                | 24               | 2                |
| 1992             | 市原             | -                | J                | -                | -                | 0                | 0                | 3                | 0                | 3                | 0                |
| 1993             | 市原             | -                | J                | 29               | 1                | 6                | 0                | 3                | 0                | 38               | 1                |
| 1994             | 市原             | -                | J                | 25               | 1                | 2                | 0                | 0                | 0                | 27               | 1                |
| 1995             | 浦和             | -                | J                | 0                | 0                | -                | -                | 0                | 0                | 0                | 0                |
| 1996             | B仙台            | 5                | JFL              | 19               | 2                | -                | -                | 3                | 1                | 22               | 3                |
| 通算             | 日本             | 日本             | J                | 54               | 2                | 8                | 0                | 6                | 0                | 68               | 2                |
| 通算             | 日本             | 日本             | JSL1部           | 30               | 2                | 0                | 0                | 3                | 0                | 33               | 2                |
| 通算             | 日本             | 日本             | 旧JFL            | 19               | 2                | -                | -                | 3                | 1                | 22               | 3                |
| 総通算           | 総通算           | 総通算           | 総通算           | 103              | 6                | 8                | 0                | 12               | 1                | 123              | 7                |

その他の公式戦
- 1991年
  - コニカカップ 7試合2得点